# Lautarus
Lautarus is een kevergeslacht uit de familie van de boktorren (Cerambycidae). De wetenschappelijke naam van het geslacht werd voor het eerst geldig gepubliceerd in 1901 door Germain.

## Soorten
Lautarus is monotypisch en omvat slechts de volgende soort:
- Lautarus concinnus (Philippi F., 1859)